# ان کی
ان کی (انگلیسی: An Qi؛ زادهٔ ۲۱ ژوئن ۱۹۸۱) یک بازیکن فوتبال اهل جمهوری خلق چین است.